# کربنات کبالت (II)
کربنات کبالت(II) (به انگلیسی: Cobalt(II) carbonate) با فرمول شیمیایی CoCO۳ یک ترکیب شیمیایی با شناسه پاب‌کم ۱۰۵۶۵ است. که جرم مولی آن 118.9421 g/mol می‌باشد. 